# Acrossocheilus clivosius
Acrossocheilus clivosius är en fiskart som först beskrevs av Lin, 1935.  Acrossocheilus clivosius ingår i släktet Acrossocheilus och familjen karpfiskar. Inga underarter finns listade i Catalogue of Life.